# Kileab
Kileab o Chileab, conosciuto anche come Daniel (Hebron, 1010 a.C. circa – ...) fu il secondo figlio del Re Davide, avuto con Abigail. Morì giovane, prima del padre; a differenza di Amnon, Assalonne e Salomone, che vengono riportati in diversi versi, egli viene citato solo nella lista dei nomi dei figli del re Davide..

## Questioni sul nome
La Bibbia lo cita con 2 nomi diversi; si suppone che in realtà portasse entrambi i nomi, e il secondo nome gli fosse stato dato per commemorare il giudizio di Dio su Nabal così come ci racconta 1Samuele 25:39, ma alcuni studiosi pensano che il vero nome sia Daniel e che la versione data nel libro di Samuele sia stata alterata.
Secondo il Talmud (Berakhot, 4a) il suo nome era Daniele mentre Kileab era un soprannome che gli venne dato a motivo della sua saggezza che superava quella del maestro di suo padre Davide (interpretando Kileab come composto di "kil", derivante da "makhlim", " imbarazza", e da "av", " padre". Ossia "che imbarazza il padre (Maestro) della Halakhah). 

## Citazioni bibliche
- 2Samuele 3:3
- 1Cronache 3:1 con il nome di Daniel